# Antoni Cellers
Antoni Maria Cellers i Azcona (Lérida, 1775 - Barcelona, 1835) fue un arquitecto español.

## Trayectoria
Estudió en Madrid (1797-1803) y Roma (1803-1814). Entre 1816 y 1818 diseñó diversos proyectos de obras públicas en Lérida, entre los que destacó uno del canal de Urgel, los planos del cual fueron aprovechados para el trazado definitivo de 1852.
Fue autor del palacio neoclásico Alòs i Dou de Barcelona (1818), en el que hizo una interpretación neoclásica del tradicional patio catalán, con arcos serlianos sobre columnas jónicas, y una fachada posterior al jardín con un tetrástilo jónico.
Otra obra suya fue la iglesia de los Escolapios —actualmente del Inmaculado Corazón de María— de Sabadell (1831-1832), una construcción de fachada neoclásica, de influencia serliana y vignolesca, con un arco serliano sobre cuatro columnas jónicas, con dos esculturas de san Antonio María Claret y el doctor Fèlix Sardà, obra de Camil Fàbregas (1949); en cambio, el interior es barroco, de planta ovalada de una nave con cubierta escalonada y coronada por una linterna, y decoración pictórica de Salvador Mayol y escultórica de Adrià Ferran.
También intervino en la restauración del monasterio de Montserrat.
Estudió con su discípulo Josep Oriol Mestres los restos del templo romano de Barcelona, que identificó con el de Hércules. Autor asimismo de un estudio sobre las rocas volcánicas de Olot (1829).
Cellers fue un arquitecto académico y uno de los grandes teóricos del clasicismo en su época. Fue director de la clase de arquitectura de la Escuela de la Lonja, la primera impartida en la ciudad condal, pese a que no tenía estructura académica, por lo que los estudios debían ser convalidados en Madrid o Valencia. Fue su responsable en dos períodos comprendidos entre 1817-1825 y 1826-1835, siendo sucedido por Josep Casademunt.